# Hundred (división)
Hundred (en castellano, centena) es una subdivisión geográfica, antiguamente utilizada en partes del Reino Unido (Inglaterra y Gales), Australia (Australia Meridional), Estados Unidos y en los reinos escandinavos durante el Medioevo. 
El nombre deriva del número cien, y en ciertos casos podría provenir del hecho de que la extensión de un hundred podría mantener a cien hombres armados; o, en el caso inglés, a cien familias. 
El sistema de hundreds es de origen tradicional germánico y ya fue descrito en 98 d. C. por Tácito como centeni. Sistemas similares han existido en China y Japón.

## Hundredsen el mundo

### Inglaterra y Gales
En Inglaterra y Gales el hundred era la principal subdivisión de un condado. Durante los primeros reinos sajones, su función era mantener a aproximadamente cien soldados, con un hundred-man al frente. Posteriormente, con la especialización de las fuerzas armadas, las funciones militares del hundred se perdieron y se convirtió en una subdivisión administrativa y judicial. Sus diversas funciones subsistieron hasta el siglo XIX, cuando empezaron a ser transferidas a nuevas instituciones basadas en el condado o en el municipio. 
A pesar de no tener funciones actualmente, los hundreds no han sido formalmente abolidos.

### Escandinavia
El hundare (en nórdico antiguo: hundrað) fue introducido en Svealand en la Suecia central y en las regiones de la actual Finlandia de población sueca. Posteriormente los hundarner fueron subsumidos en los harad o herred (en nórdico antiguo: hærrad), de tamaño y organización similares, más propio de gautas, noruegos y daneses. Estaba compuesto por unos 120 hombres, aunque raramente se correspondía a un número concreto.